# 米内佑希
米内 佑希（よない ゆうき、1989年12月23日 - ）は、日本の男性声優。81プロデュース所属。秋田県横手市出身。

## 略歴
元々は大学へ進学予定だったが、高校三年生の時に声優を目指す同級生に触発され、声優を志すようになる。
高校卒業後に上京し、2010年、東京メディアアカデミー（現：専門学校 東京声優・国際アカデミー）声優養成科卒業。81アクターズスタジオに通い、2012年4月1日、81プロデュースジュニア所属。
2016年、テレビアニメ『チア男子!!』の坂東晴希役で初主演を務める。
2019年6月16日、一般人女性との結婚と、第一子が誕生していたことを自身のTwitterで報告した。

## 人物
- 小学4年生から中学生まで野球をしていた。一時期はバスケットボールと水泳も並行して習っていた。
- 高校に上がった際、先輩がいる部活に入りたくないと考え、自ら英会話部を発足する。
- 3年間生徒会に所属しており、2年連続副会長を務めた。
- 特技は英会話、趣味はDVD鑑賞[5]。
- 公式の挨拶として「おはよな〜い」があり、自身のTwitterなどでしばしば使用されている。

## 出演
太字はメインキャラクター。

### テレビアニメ
2011年
- 神様ドォルズ

2012年
- メタルファイト ベイブレード ZEROG

2013年
- たまごっち! ゆめキラドリーム（スターっち）
- デュエル・マスターズ ビクトリーV3（ゼッツー 他）
- ハヤテのごとく! Cuties（男子高生）
- プリティーリズム・レインボーライブ（2013年 - 2014年、エーデルローズ生3、手下2）

2014年
- 団地ともお（中学生先輩）

2015年
- 四月は君の嘘（男子生徒）
- 境界のRINNE（2015年 - 2017年、猫田タロー、ペンギンだまし神、ブタだまし神、うなぎ屋さん、悪霊フーセン、店主 他） - 3シリーズ
- 謎新聞ミライタイムズ（トキオ）

2016年
- 怪盗ジョーカー（部下D）
- かみさまみならい ヒミツのここたま（男子生徒、球児）
- チア男子!!（坂東晴希）
- D.Gray-man HALLOW（マシュー、デビット）
- 装神少女まとい（生徒）
- ナンバカ（助川）
- タイムボカン24（森蘭丸）

2017年
- ピアシェ〜私のイタリアン〜（北原マロ）
- 霊剣山 叡智への資格（謝持の少年時代）
- 弱虫ペダル シリーズ（2017年 - 2018年、箱根学園部員、沢田、総北高校生徒、選手、観客） - 2シリーズ
- リトルウィッチアカデミア（生徒）
- DIVE!!（友人B）

2018年
- 一人之下 羅天大醮篇/全性篇（希）
- キャプテン翼（第4作）（2018年 - 2024年、中里正人、市川一茂、西尾浩司、石井宏、白井涼、本間実、村沢泰明、中川正次、パサロ、フィッシャー 他） - 2シリーズ
- フューチャーカード 神バディファイト（2018年 - 2019年、騎道セイジ）
- ソラとウミのアイダ（櫻雄大）

2019年
- ジモトがジャパン（2019年 - 2020年、雨貝一臣、花形、刈谷樹、中島、前多良太 他）
- あんさんぶるスターズ!（仁兎なずな）
- うちの娘の為ならば、俺はもしかしたら魔王も倒せるかもしれない。（ヨルク）

2020年
- メジャーセカンド（千葉拓巳）

2021年
- 遊☆戯☆王SEVENS（行手内造）
- 古見さんは、コミュ症です。（2021年 - 2022年、会沢司） - 2シリーズ

2022年
- デリシャスパーティ♡プリキュア（サンザー・イースキ）

2023年
- アイドルマスター シンデレラガールズ U149（プロデューサー）
- アークナイツ（2023年 - 2025年、ファー〈XR02〉、迷彩狙撃兵） - 2シリーズ

2024年
- 鬼滅の刃 柱稽古編
- パズドラ（2024年 - 2025年、バイオレット）
- 名探偵コナン（真壁佑人）

### 劇場アニメ
- 歎異抄をひらく（2019年、竹太郎）
- あんさんぶるスターズ!!-Road to Show!!-（2022年、仁兎なずな）
- 劇場版 鬼滅の刃 無限城編 第一章 猗窩座再来（2025年）

### OVA
- 今日、恋をはじめます（2011年、椿京汰〈幼少期〉、渓斗）
- ゼクトバッハ オリジナルアニメーション 第1章 シャムシールの舞（2011年、市民）
- 12歳。（2014年、男子A） - 『ちゃお』2014年10月号付録
- 機動戦士ガンダム サンダーボルト（2016年、少年兵）

### Webアニメ
- 超次元変形フレームロボ（2015年、ダリル）
- 富山市立探偵ペロリッチ「ペロリッチの調査記録　ユキオとマチコ編」（2016年、ユキオ[21]）
- ぬいぬい日昇三兄弟（2017年、日昇茜[22]）
- ライジングインパクト（2024年、迎田健生）

### ゲーム
2014年
- ドーリィ♪カノン ドキドキ♪トキメキ♪ヒミツの音楽活動スタートでぇ〜す！！（遠井拓斗）

2015年
- あんさんぶるスターズ!（2015年 - 2020年、仁兎なずな）

2016年
- クロノスブレイド（ミカエル）
- 白猫テニス（ツガ）
- 新約アルカナスレイヤー（クロード）
- SOUL REVERSE ZERO（アロン、エマヌエル、シャルル7世、オルフェウス）
- Heaven×Inferno（報告者）

2017年
- オルタンシア・サーガ -蒼の騎士団-（テオ）
- スーパーボンバーマン R（黄ボン）
- スタレボ☆彡 88星座のアイドル革命（八木かなた）
- デスティニーチャイルド（主人公）

2018年
- 超回転 寿司ストライカー The Way of Sushido（ムサシ〈主人公・男の子〉）

2019年
- ルルアのアトリエ 〜アーランドの錬金術士4〜（ヴィルト・クリンスマン）

2020年
- メギド72（2020年 - 2023年、スコルベノト）
- ローリングスフィア（サダルメリク）
- あんさんぶるスターズ!! Basic / Music（2020年 - 2024年、仁兎なずな） - 2作品
- ファイナルファンタジーVII リメイク
- エンゲージソウルズ（ナツキ）
- キャプテン翼 RISE OF NEW CHAMPIONS（西尾浩司、本間実、中里正人、倉持洋平、村沢泰明、姫路克己、中川正次、古田清、木戸治、川越刑二、石井宏）

2021年
- スーパーボンバーマン R オンライン（黄ボン）
- グランブルーファンタジー（2021年 - 2024年、巾着切、ピトゥーカ）
- ドラゴンクエストX 天星の英雄たち オンライン（カシェラ、タチャス）

2022年
- 夢職人と忘れじの黒い妖精（イディオ）

2023年
- アイドルマスター シンデレラガールズ スターライトステージ（第3芸能課担当プロデューサー）
- 悪魔執事と黒い猫（ケルビム）

2024年
- ファイナルファンタジーVII リバース
- ミステリーの歩き方（赤沢独歩）

### ドラマCD
- 真田十勇士1 -3（2016年、海野六郎[41][42][43]）
- チア男子!! Blu-ray&DVD 特装限定版特典 SPECIAL CD vol.1・2（2016年、坂東晴希）
- アイドルマスター シンデレラガールズ U149（2017年 - 2018年、プロデューサー）※第1 - 3巻特別版オリジナルCD

### シチュエーションCD
- 僕に決めた 佐太郎のディスタンス（桜井あゆむ）

### BLCD
- アイドル★ハラスメント3 ドキッ☆ドS女王様のイケない誘惑!?（兎丸比奈）
- アイドル★ハラスメント5 ドキッ☆失敗アイドルの実録剃毛スキャンダル!?（兎丸比奈）
- 犬も喰わない（椎名茜）
- 片恋。vol.1 同級生に片恋。（朝比奈雪[44]）
- ショートケーキの苺にはさわらないで（同級生A、TV音声1）
- ダブルミンツ（男子生徒/チンピラ）
- ハローモーニングスター（奏（リアル））
- 百と卍 二（金太郎）
- ブサメン男子♂〜イケメン彼氏の作り方〜（男子生徒）
- ブサメン男子♂〜イケメン彼氏の作り方〜新たなるイケメン（男子生徒）
- ブサメン男子♂〜イケメン彼氏の作り方〜歪んだ四角関係!?（男子生徒）

### 吹き替え

#### 映画
- オハナ（イオアネ〈アレックス・アイオノ〉）
- 12ROUNDS2:RELOADED
- スターシップ・トゥルーパーズ インベイジョン
- ゾンビーズ（ゼッド〈マイロ・マンハイム〉）
- ヒューマンズ（トビー）

#### ドラマ
- エージェント・オブ・シールド
- ザ・ミドル 中流家族のフツーの幸せ
- シカゴ・メッド（ノア・セクストン〈ローランド・バック3世〉）
- HAWAII FIVE-0 S6 #9 #13

#### アニメ
- Appleseed Alpha
- アバローのプリンセス エレナ
- ジェイクとネバーランドのかいぞくたち（フィン）
- それいけ!カキ男（ラフィク）
- ちいさなプリンセス ソフィア（エリオット、モーガン）
- ティーン・タイタンズGO!（アクアラッド）
- ベン10

### デジタルコミック
- ULTRAMAN
- 斉木楠雄のΨ難
- 白雪姫と7人の囚人
- 東京シャッターガール（芥川龍之介、玉城〈高校生〉）
- はぢがーる
- まことまこと

### ラジオ
※はインターネット配信。
- 西山宏太朗と土師亜文と米内佑希のハピラジ！（2013年 - 、ニコニコ動画※）
- チア男子!!〜RADIO BREAKERS〜（2016年、音泉※）[45]

### ラジオCD
- ラジオ「あんさんぶるスターズ! ～夜闇の魔物に怯える子猫～」DJCDコレクション Vol.2（2016年）

### ボイスオーバー
- 世界ふれあい街歩き〜ケルン編〜
- 第41回日本賞受賞作品「障害を抱きしめて」

### 舞台
- カゴメ劇場2013（2013年） - ごろちゃん 役、きつねのコンタ 役 ※声の出演
- カゴメ劇場2014（2014年）※声の出演
- 朗読劇『三姫ものがたり』（2014年8月30日、紀尾井ホール・小ホール）
- ほろほろはいあ〜りゅ 第0回朗読公演『きぶんはいかが』（2015年6月27日、四谷LiveHouse mono） - 企画・演出・出演
- 声劇和楽団 第3回公演『もう一つの太郎物語』（2015年8月22日、紀尾井小ホール）
- 声劇和楽団 第4回公演『ヒルズ de 怪談』（2015年12月29日、サントリーホール ブルーローズ）
- 声劇和楽団 第5回公演『源氏物語 〜陽光の姫 夕闇の君〜』（2016年9月29日、サントリーホール ブルーローズ） - 惟光 役
- 音楽朗読劇『SOUND THEATRE チア男子!! 〜GO! 音劇男子!!〜』（2016年10月1日・2日、舞浜アンフィシアター） - 坂東晴希 役
- ほろほろはいあ〜りゅ第1回公演『きぶんはいかがか』（2016年11月26日、巣鴨ふれあい劇場/2016年11月27日、下北沢Half Moon Hall）
- 声の優れた俳優によるドラマリーディング　日本文学名作選　第三弾「こゝろ」（2017年2月19日、東京グローブ座）
- 朗読劇『レスティリズム- L'asterisme-』（2018年11月10日・11日、新宿村LIVE[46]） - アメジスト 役[47]
- 朗読劇「世界から猫が消えたなら」（2022年6月26日、シアター1010）- 親友 役[48]
- 朗読パンダ 第9回公演『完全新版VSR 牡丹灯籠〜全段通し』（2024年8月10日 - 12日、あうるすぽっと） - 萩原新三郎 役[49]
- 絵本朗読LIVE『ビロードのうさぎ〜ペールトーン〜』（2025年7月13日・14日・18日〈予定〉、CBGKシブゲキ!!）[50][51]

### オーディオブック
- 真田十勇士（2016年、海野六郎[52]）
  - 参上、猿飛佐助
  - 決起、真田幸村
  - 激闘、大坂の陣
- ブラッド・アンド・チョコレート（2017年、朗読[53]）
- GOTH（2018年、僕、他男性[54]）
  - GOTH 夜の章
  - GOTH 僕の章
  - GOTH 番外篇 森野は記念写真を撮りに行くの巻
- ビリヤード・ハナブサへようこそ（2018年、朗読[55]）
- 二度めの夏、二度と会えない君（2019年）
- カムパネルラ（2019年、朗読[56]）
- 最強職《竜騎士》から初級職《運び屋》になったのに、なぜか勇者達から頼られてます（2019年、ジーク 他[57]）
- 《このラブコメがすごい！！》堂々の三位!（2021年、朗読＋姫宮新[58]）
- 塩対応の佐藤さんが俺にだけ甘い（2021年、三園蓮 他[58]）
- ケモノガリ（2021年、朗読（一人称の部分）＋赤神楼樹[59]）

### その他コンテンツ
- 音泉 インフォメーション（2016年7月度ナビゲーター）
- 神☆ヴォイス 〜THE VOICE MAKES A MIRACLE〜（堀田）
- 声優一年生　テーマソング『With My Voice』歌唱 ※CONTI∞NEW（米内佑希&ランズベリー・アーサー）名義
- 第一精工株式会社 企業PV「会社紹介リクルート編」「会社紹介ドラマ版」
- パチスロ 喧嘩祭り（子分）
- 聴く本劇団「ナナイロ」 ラジオドラマ（2017年、世羅ひかる[60]）
- 米内佑希＆武内駿輔の「クラフト兄弟」（2017年7月2日 - 30日、GYAO!）
- 終末のハーレム オーディオドラマ（2017年、土井翔太[61]）
- JAZZ-ON!（2019年 - 2022年、神条優貴[62][63]）
- DVD付 学研まんが NEW日本の歴史（2021年、ハニック[64]）
- 4軍くん（仮） PV（2023年、荻島[65]）

## ディスコグラフィ

### キャラクターソング
| 発売日   | タイトル                                                           | 歌                                                             | 楽曲 | 備考                                                         |
| 2016年   | 2016年                                                             | 2016年                                                         | 2016年 | 2016年                                                       |
| -------- | ------------------------------------------------------------------ | -------------------------------------------------------------- | --- | ------------------------------------------------------------ |
| 1月27日  | あんさんぶるスターズ！ ユニットソングCD Vol.7 Ra*bits              | Ra*bits                                                        | 「Joyful×Box*」 「野うさぎマーチ♪」 | ゲーム『あんさんぶるスターズ！』関連曲                       |
| 8月17日  | LIMIT BREAKERS                                                     | BREAKERS                                                       | 「LIMIT BREAKERS」 | テレビアニメ『チア男子!!』エンディングテーマ                 |
| 8月17日  | LIMIT BREAKERS                                                     | 坂東晴希（米内佑希）、橋本一馬（岡本信彦）                     | 「Dear my best friend」 | テレビアニメ『チア男子!!』関連曲                             |
| 9月27日  | チア男子!! 第1巻特装限定版特典 SPECIAL CD                          | 坂東晴希（米内佑希）、橋本一馬（岡本信彦）                     | 「PRICELESS DAYS」 | テレビアニメ『チア男子!!』関連曲                             |
| 11月16日 | TVアニメ『チア男子!!』キャラクターソングミニアルバム               | 坂東晴希（米内佑希）                                           | 「ニジイロ☆SMILE」 | テレビアニメ『チア男子!!』関連曲                             |
| 11月23日 | あんさんぶるスターズ！ ユニットソングCD 2nd Vol.06 Ra*bits         | Ra*bits                                                        | 「Hoppin' Season♪」 「Love Ra*bits Party!!」 | ゲーム『あんさんぶるスターズ！』関連曲                       |
| 12月21日 | あんさんぶるスターズ！ ユニットソングCD 2nd Vol.07 Valkyrie        | Valkyrie                                                       | 「砂上ノ楼閣」 | ゲーム『あんさんぶるスターズ！』関連曲                       |
| 2017年   |                                                                    |                                                                | |                                                              |
| 3月1日   | 本日のとびきりBuono!                                               | 本日のシェフ                                                   | 「本日のとびきりBuono!」 | テレビアニメ『ピアシェ〜私のイタリアン〜』エンディングテーマ |
| 3月1日   | 本日のとびきりBuono!                                               | 北原マロ（米内佑希）、近野桐秀（阿座上洋平）、折木衛（八代拓） | 「非科学的ケミストリー」 | テレビアニメ『ピアシェ〜私のイタリアン〜』関連曲             |
| 8月9日   | あんさんぶるスターズ！ ユニットソングCD 3rd Vol.02 Knights         | ナイトキラーズ                                                 | 「Crush of Judgment」 | ゲーム『あんさんぶるスターズ！』関連曲                       |
| 11月8日  | あんさんぶるスターズ！ ユニットソングCD 3rd Vol.07 Ra*bits         | Ra*bits                                                        | 「Milky Starry Charm」 「Dream Collection」 | ゲーム『あんさんぶるスターズ！』関連曲                       |
| 2018年   |                                                                    |                                                                | |                                                              |
| 4月25日  | あんさんぶるスターズ！アルバムシリーズ Ra*bits                     | Ra*bits                                                        | 「メルティ♡キッチン」 | ゲーム『あんさんぶるスターズ！』関連曲                       |
| 4月25日  | あんさんぶるスターズ！アルバムシリーズ Ra*bits                     | 仁兎なずな（米内佑希）                                         | 「に〜ちゃん応援団☆」 | ゲーム『あんさんぶるスターズ！』関連曲                       |
| 10月31日 | スタレボ☆彡 88星座のアイドル革命 THE BEST「STAR REVOLUTION」Vol.1  | petit march                                                    | 「Horoscope」 「恋愛ビギナー」 | ゲーム『スタレボ☆彡 88星座のアイドル革命』関連曲             |
| 11月28日 | あんさんぶるスターズ！アルバムシリーズ Valkyrie                    | Valkyrie                                                       | 「聖少年遊戯」 | ゲーム『あんさんぶるスターズ！』関連曲                       |
| 2019年   |                                                                    |                                                                | |                                                              |
| 8月14日  | Stars' Ensemble!                                                   | 夢ノ咲ドリームスターズ                                         | 「Stars' Ensemble!」 | テレビアニメ『あんさんぶるスターズ！』オープニングテーマ     |
| 9月25日  | あんさんぶるスターズ！ EDテーマ集 vol.2                            | Ra*bits                                                        | 「メイド・イン・トキメキ♪」 | テレビアニメ『あんさんぶるスターズ！』エンディングテーマ     |
| 11月27日 | JAZZ-ON! Sessions First Cats                                       | 堂嶌燎（深町寿成）、神条優貴（米内佑希）                       | 「way to go」 | 『JAZZ-ON!』関連曲                                           |
| 2020年   |                                                                    |                                                                | |                                                              |
| 8月26日  | BRAND NEW STARS!!                                                  | ESオールスターズ                                               | 「BRAND NEW STARS!!」 | ゲーム『あんさんぶるスターズ!!』主題歌                       |
| 8月26日  | BRAND NEW STARS!!                                                  | ESオールスターズ                                               | 「Walk with your smile」 | ゲーム『あんさんぶるスターズ!!』関連曲                       |
| 9月30日  | あんさんぶるスターズ!! ESアイドルソング season1 Ra*bits            | Ra*bits                                                        | 「Love it Love it」 「BRAND NEW STARS!!」 | ゲーム『あんさんぶるスターズ!!』関連曲                       |
| 2021年   |                                                                    |                                                                | |                                                              |
| 1月27日  | あんさんぶるスターズ!! シャッフルユニットソングコレクション vol.01 | XXVeil                                                         | 「Midnight Butlers」 | ゲーム『あんさんぶるスターズ!!』関連曲                       |
| 6月23日  | FUSIONIC STARS!!                                                   | ESオールスターズ                                               | 「FUSIONIC STARS!!」 | ゲーム『あんさんぶるスターズ!!』関連曲                       |
| 7月7日   | あんさんぶるスターズ!! ESアイドルソング season2 Ra*bits            | Ra*bits                                                        | 「FALLIN' LOVE=IT'S WONDERLAND」 「うさぎの森の音楽会」                                                                                            | ゲーム『あんさんぶるスターズ!!』関連曲                       |
| 7月22日  | あんさんぶるスターズ!! FUSION UNIT SERIES 02 Ra*bits ✕ Double Face | Ra*bits、Double Face                                           | 「ポケットに宇宙」 | ゲーム『あんさんぶるスターズ!!』関連曲                       |
| 7月22日  | あんさんぶるスターズ!! FUSION UNIT SERIES 02 Ra*bits ✕ Double Face | Ra*bits                                                        | 「FUSIONIC STARS!!」 | ゲーム『あんさんぶるスターズ!!』関連曲                       |
| 6月26日  | あんさんぶるスターズ!! アルバムシリーズ 『TRIP』 Ra*bits           | Ra*bits                                                        | 「Joyful×Box*」 「野うさぎマーチ♪」 「Hoppin' Season♪」 「Love Ra*bits Party!!」 「Milky Starry Charm」 「メルティ♡キッチン」 「Dream Collection」 | ゲーム『あんさんぶるスターズ!!』関連曲                       |
| 6月26日  | Stars' Ensemble!                                                   | 夢ノ咲ドリームスターズ                                         | 「Stars' Ensemble!」 | ゲーム『あんさんぶるスターズ!!』関連曲                       |
| 6月26日  | あんさんぶるスターズ！ EDテーマ集 vol.2                            | Ra*bits                                                        | 「メイド・イン・トキメキ♪」 | ゲーム『あんさんぶるスターズ!!』関連曲                       |
| 6月26日  | BRAND NEW STARS!!                                                  | ESオールスターズ                                               | 「BRAND NEW STARS!!」 「Walk with your smile」 | ゲーム『あんさんぶるスターズ!!』関連曲                       |
| 6月26日  | あんさんぶるスターズ!! ESアイドルソング season1 Ra*bits            | Ra*bits                                                        | 「Love it Love it」 「BRAND NEW STARS!!」 | ゲーム『あんさんぶるスターズ!!』関連曲                       |
| 6月26日  | FUSIONIC STARS!!                                                   | ESオールスターズ                                               | 「FUSIONIC STARS!!」 | ゲーム『あんさんぶるスターズ!!』関連曲                       |
| 6月26日  | あんさんぶるスターズ!! ESアイドルソング season2 Ra*bits            | Ra*bits                                                        | 「FALLIN' LOVE=IT'S WONDERLAND」 「うさぎの森の音楽会」                                                                                            | ゲーム『あんさんぶるスターズ!!』関連曲                       |
| 6月26日  | あんさんぶるスターズ!! FUSION UNIT SERIES 02 Ra*bits ✕ Double Face | Ra*bits、Double Face                                           | 「ポケットに宇宙」 | ゲーム『あんさんぶるスターズ!!』関連曲                       |
| 6月26日  | あんさんぶるスターズ!! FUSION UNIT SERIES 02 Ra*bits ✕ Double Face | Ra*bits                                                        | 「FUSIONIC STARS!!」 | ゲーム『あんさんぶるスターズ!!』関連曲                       |